# Marie Champmeslé
Marie Desmares Champmeslé (Rouen, 18 febbraio 1642 – Parigi, 15 maggio 1698) è stata un'attrice teatrale francese.

## Biografia
Moglie di Charles Chevillet dal 1666, esordì nel 1669 al Théâtre du Marais e successivamente passò all'Hôtel de Bourgogne.
Fu eccellente interprete di Jean Racine e Jean de la Fontaine.